# BOYZ OF SUMMER
BOYZ OF SUMMER（ボーイズ・オブ・サマー）は、日本のロックバンド・BEAT CRUSADERSが2004年から2009年まで主催していたライブイベントである。コンセプトは「インディーズとかメジャーとか関係なく良いものの提示」である。
毎回、BEAT CRUSADERSと近しいバンドがオファーされ出演している。また、毎回場所などの形態を変更して行われているが、2008年をもって屋外での「夏フェス」形式に区切りをつけ、以降は「年に1回」「フェス形式」などの縛りから脱却し、さまざまな形態を模索していくとしている。
2010年9月4日をもって、BEAT CRUSADERSが解散したため、2009年のBOYZ OF SUMMER'09を最後に幕を降ろした。

## SPIRIT SOUL FLAVOR Vol.3〜BOYZ OF SUMMER〜
2004年8月17日に、東京都の上野公園水上音楽堂で行われた。
イベント名は異なるがこれが初めて「BOYZ OF SUMMER」の名前が冠されたイベントである。

### 出演者
- the band apart
- ストレイテナー
- HUSKING BEE
- ASPARAGUS
- BEAT CRUSADERS

## BOYZ OF SUMMER'05
2005年9月4日に、大阪府の服部緑地野外音楽堂で行われた。

### 出演者
- TROPICAL GORILLA
- SHORT CIRCUIT
- DR.SNUFKIN
- YOUR SONG IS GOOD
- the band apart
- ASPARAGUS
- BEAT CRUSADERS

## BOYZ OF SUMMER'06
2006年9月2日、9月3日の2日間に渡って、9月2日は大阪城野外音楽堂で、9月3日は日比谷野外音楽堂で行われた。
初めての2日間の開催となった。

### 出演者
- 9月2日・3日出演
  - TROPICAL GORILLA
  - ASPARAGUS
  - YOUR SONG IS GOOD
  - BEAT CRUSADERS
- 9月2日出演
  - ストレイテナー
- 9月3日出演
  - OVERGROUND ACOUSTIC UNDERGROUND

## BOYZ OF SUMMER'07
2007年9月16日に、淡路島・淡路夢舞台野外劇場で行われた。
「"KABUKI"STAGE」と「"KYO-GEN"STAGE」の2ステージが設けられた。

### 出演者
- "KABUKI"STAGE
  - the band apart
  - YOUR SONG IS GOOD
  - ASPARAGUS
  - カジヒデキ
  - BEAT CRUSADERS

- "KYO-GEN"STAGE
  - RUFUS
  - mule
  - IDOL PUNCH
  - RAZORS EDGE

## BOYZ OF SUMMER'08
2008年9月13日に、千葉県の千葉ポートパーク特設野外ステージで行われた。
SOTO-BO STAGEとUCHI-BO STAGEの2ステージが設けられた。これは千葉の地域名の「外房」と「内房」に由来するものである。

### 出演者
- SOTO-BO STAGE
  - SCOOBIE DO
  - YOUR SONG IS GOOD
  - カジヒデキ
  - BEAT CRUSADERS
- UCHI-BO STAGE
  - RAZORS EDGE
  - bonobos
  - TROPICAL GORILLA
  - ASPARAGUS

## BOYZ OF SUMMER'09
2009年12月17日に新木場STUDIO COASTにて行われた。「KEIYO-SEN STAGE」と「RINKAI-SEN STAGE」と「YURAKUCHO-SEN STAGE」の3つのステージが設けられた。由来は新木場駅に通ってる電車の路線京葉線、りんかい線、地下鉄有楽町線から。

### 出演者
- KEIYO-SEN STAGE
  - HAWAIIAN6
  - カジヒデキ
  - SCOOBIE DO
  - BEAT CRUSADERS
- RINKAI-SEN STAGE
  - Yacht.
  - avengers in sci-fi
  - ASPARAGUS
  - TROPICAL GORILLA
- YURAKUCHO-SEN STAGE
  - HALFBY
  - PARAELE STRIPES
  - WISE feat. Kats' Crew
  - 木村世治
  - SUGIURUMN